# Capelinha (kommun)
Capelinha är en kommun i Brasilien.   Den ligger i delstaten Minas Gerais, i den sydöstra delen av landet, 600 km öster om huvudstaden Brasília. Antalet invånare är 34 796.
Följande samhällen finns i Capelinha:
- Capelinha

Omgivningarna runt Capelinha är huvudsakligen savann. Runt Capelinha är det ganska glesbefolkat, med 35 invånare per kvadratkilometer.